# Landschaftsschutzgebiet Rosenbrache
Das Landschaftsschutzgebiet Rosenbrache mit einer Flächengröße von 28,63 ha liegt westlich von Freienohl im Stadtgebiet von Meschede im Hochsauerlandkreis. Es wurde 2020 mit der Neuaufstellung des Landschaftsplanes Meschede durch den Kreistag des Hochsauerlandkreises als Landschaftsschutzgebiet (LSG) ausgewiesen. Von 1994 bis 2020 war die Fläche des LSG Teil vom Landschaftsschutzgebiet Meschede.
Das LSG ist eines von 67 Landschaftsschutzgebieten in der Stadt Meschede. Dort gibt es ein Landschaftsschutzgebiet vom Typ A, 34 Landschaftsschutzgebiete vom Typ B und 32 Landschaftsschutzgebiete vom Typ C. Dieses Landschaftsschutzgebiet wurde 2020 als LSG vom Typ C, Wiesentäler und bedeutsames Extensivgrünland, ausgewiesen. Das LSG gehört zum Naturpark Sauerland-Rothaargebirge.

## Beschreibung
Im LSG befinden sich landwirtschaftliche Grünlandbereiche zwischen Hemberg und Rümmecketal. Laut Landschaftsplan weist das LSG eine erhebliche strukturelle Vielfalt und einem entsprechenden Naherholungswert auf. Das Gebiet besteht weitgehend aus der Quellmulde eines rechten Nebensiepens der Rümmecke mit Feuchtgrünlandanteilen und einem kleinflächigen Nutzungswechsel. Das Siepen verläuft durch eine alte Deponie, wo es verrohrt ist. Das Landschaftsbild prägen Hecken auf den Geländestufen, kleine Laubholzinseln, Feldgehölze und eine Obstwiese. Das LSG hat eine Kleinparzellierung und liegt als vielfältige Rodungsinsel einer sonst geschlossenen Waldumgebung.
Das LSG grenzt im Osten an die A 46. Im Norden grenzt direkt das Naturschutzgebiet Rümmecketal und sonst das Landschaftsschutzgebiet Meschede an. Der dort gelegenge Bach steht unter dem gesetzlichen Biotopschutz nach § 30 BNatSchG.

## Schutzzweck
Zum Schutzzweck der LSG vom Typ C Wiesentäler und bedeutsames Extensivgrünland im Landschaftsplangebiet Meschede führt der Landschaftsplan auf: „Entwicklung, Erhaltung und Ergänzung eines Grünlandbiotop-Verbundsystems in den Talauen, das Tieren und Pflanzen Wanderungs- und Ausbreitungsmöglichkeiten schafft und damit der Erhaltung der Leistungsfähigkeit des Naturhaushalts dient; Sicherung der gliedernden und belebenden Wirkung offener Grünland-Lebensräume im Landschaftsbild des waldreichen Plangebietes (insbes. südlich der Ruhrachse); Erhaltung der Nutzungsfähigkeit der Naturgüter durch den Schutz fruchtbarer Talböden vor Erosion; Schutz von Feucht- und Magergrünlandstandorten, die zumindest eine potenzielle Bedeutung für den Biotop- und Artenschutz haben; Umsetzung der Entwicklungsziele 1.1, 1.4 und tlw. 1.5 zur Erhaltung und Verbesserung des landschaftsökologischen und -ästhetischen Wertes der einbezogenen Freiflächen; entsprechend dem Schutzzweck unter 2.3.1 auch Ergänzung von strenger geschützten Teilen dieses Naturraums durch den Schutz ihrer Umgebung vor Eingriffen, die den herausragenden Wert dieser Naturschutzgebiete und Schutzobjekte mindern könnten (Pufferzonenfunktion).“
Laut Landschaftsplan handelt es sich bei den „Grünland-LSG“ um Gebiete, die neben den NSG zu den landschaftlich wertvollsten Teilen des Plangebietes gehören. Zum einen handelt es sich um Talauen und Unterhänge von Kerbtälern, die dem Biotopverbund der Fließgewässersysteme dienen und das Standortpotenzial für – meist feuchtigkeitsgeprägte – artenreiche Grünlandgesellschaften aufweisen. Zum anderen werden mit dieser Festsetzung einige magere Grünlandstandorte erfasst, die ebenfalls ein erhöhtes Arten- und Biotopschutzpotenzial aufweisen und als strukturreiche kleine Kulturlandschaftsausschnitte die umgebende, geringer strukturierte Landschaft bereichern. Insbesondere  Fließgewässerabschnitte fallen häufig, wie bei diesem LSG, unter dem gesetzlichen Biotopschutz nach § 30 BNatSchG. Im LSG gilt ein Verbots einer dauerhaften Grünlandumwandlung in andere Nutzungsarten. Eine Erstaufforstung und eine Anlage von Weihnachtsbaumkulturen ist verboten.